# جافير
جاڤير (بالفرنسية: Javert)‏ مفتش شرطة في رواية البؤساء، هدفه الرئيسي هو القبض على اللص الهارب جان فالجان، على طول الرواية، لم يُذكر اسم جاڤير الأول، يتم مناداته عادة بـ«جاڤير» أو «المفتش جاڤير»'